# Solmsiella biseriata
Solmsiella biseriata är en bladmossart som beskrevs av Steere 1935. Solmsiella biseriata ingår i släktet Solmsiella och familjen Erpodiaceae. Inga underarter finns listade i Catalogue of Life.